# 维尼奥内
维尼奥内（義大利語：Vignone），是意大利韦尔巴诺-库西亚-奥索拉省的一个市镇。总面积3平方公里，人口1221人，人口密度407.0人/平方公里（2009年）。ISTAT代码为103074。